# Antonio Marini

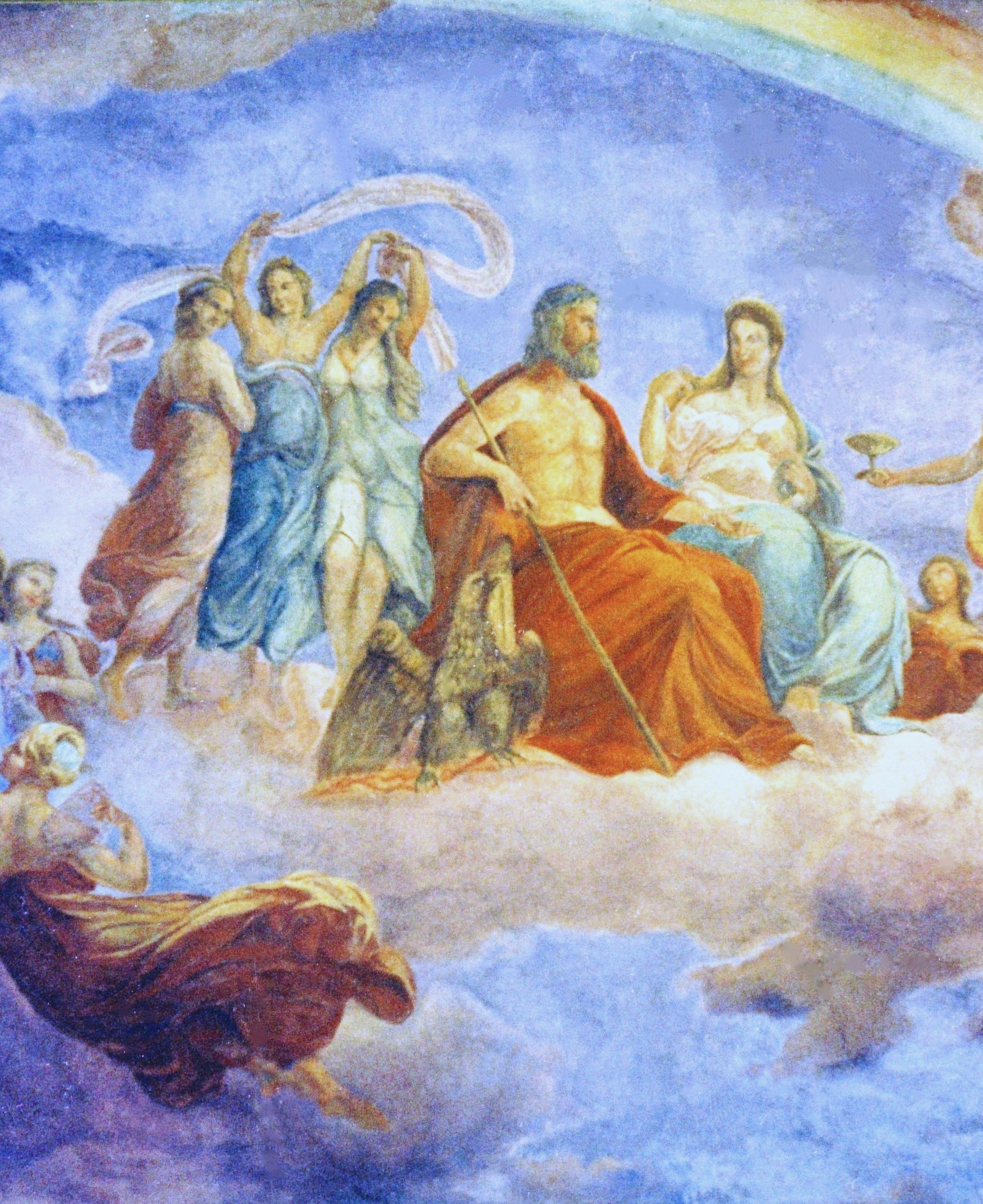
Drei Chariten, Zeus und Hera, zentraler Ausschnitt aus dem Deckenfresko Der Olymp / Palais Esterházy, Wien (Foto: 1970).

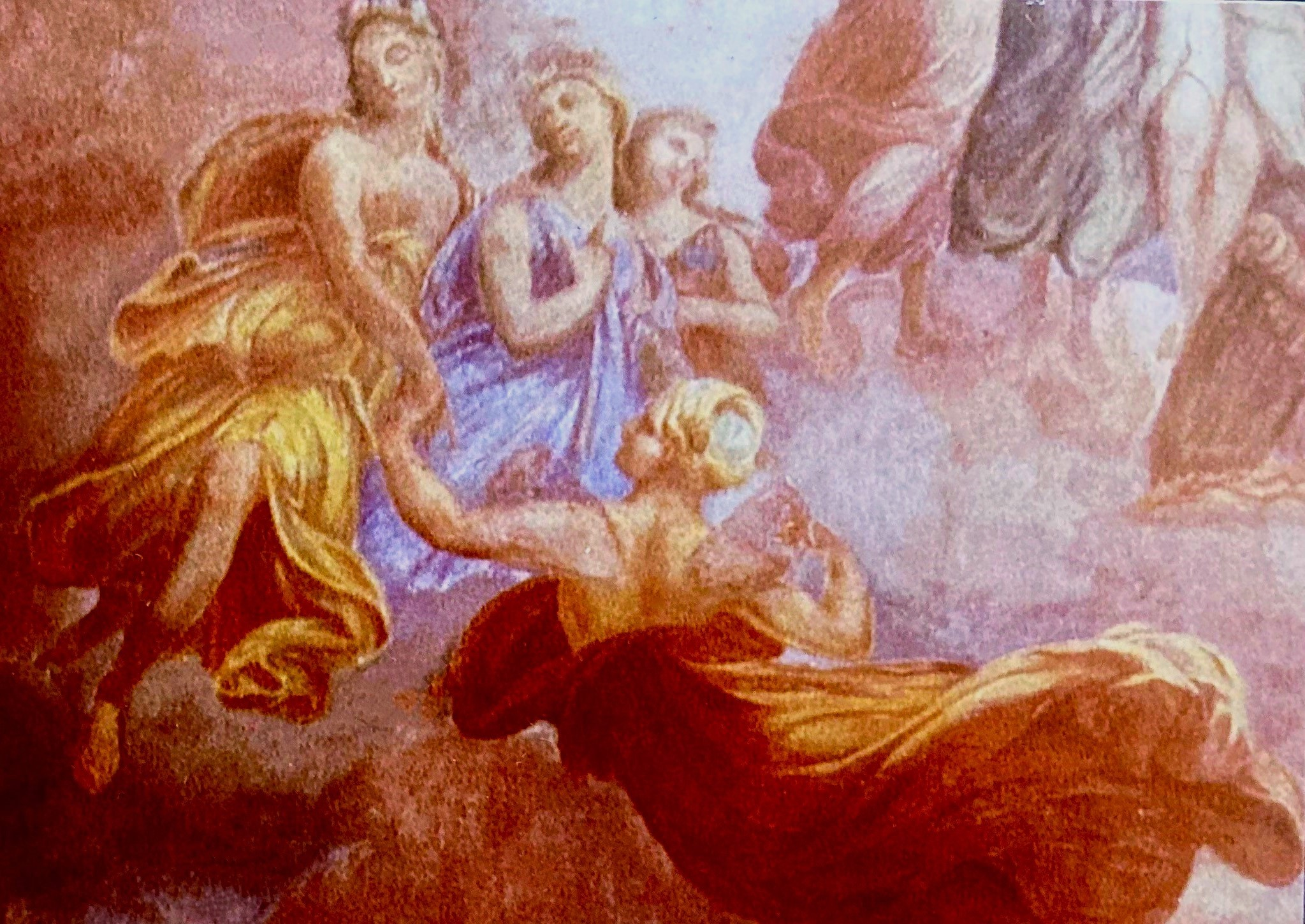
Die Horen, Ausschnitt aus dem Deckenfresko Der Olymp (Foto: 1970).

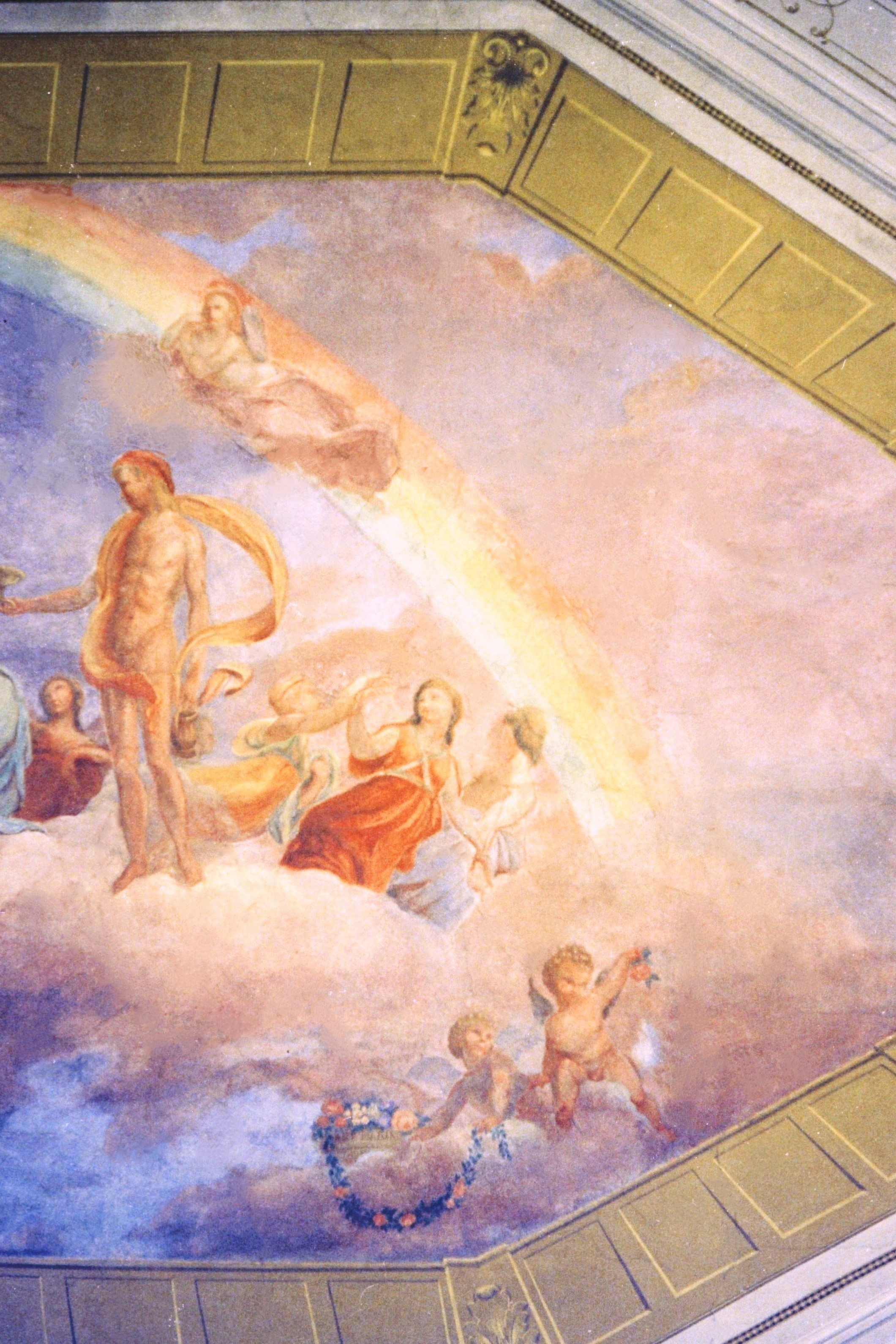
Ganymed, Iris, andere Gottheiten und zwei Putti mit Signatur Marinis, rechter Ausschnitt aus dem Deckenfresko Der Olymp (Foto: 1970).

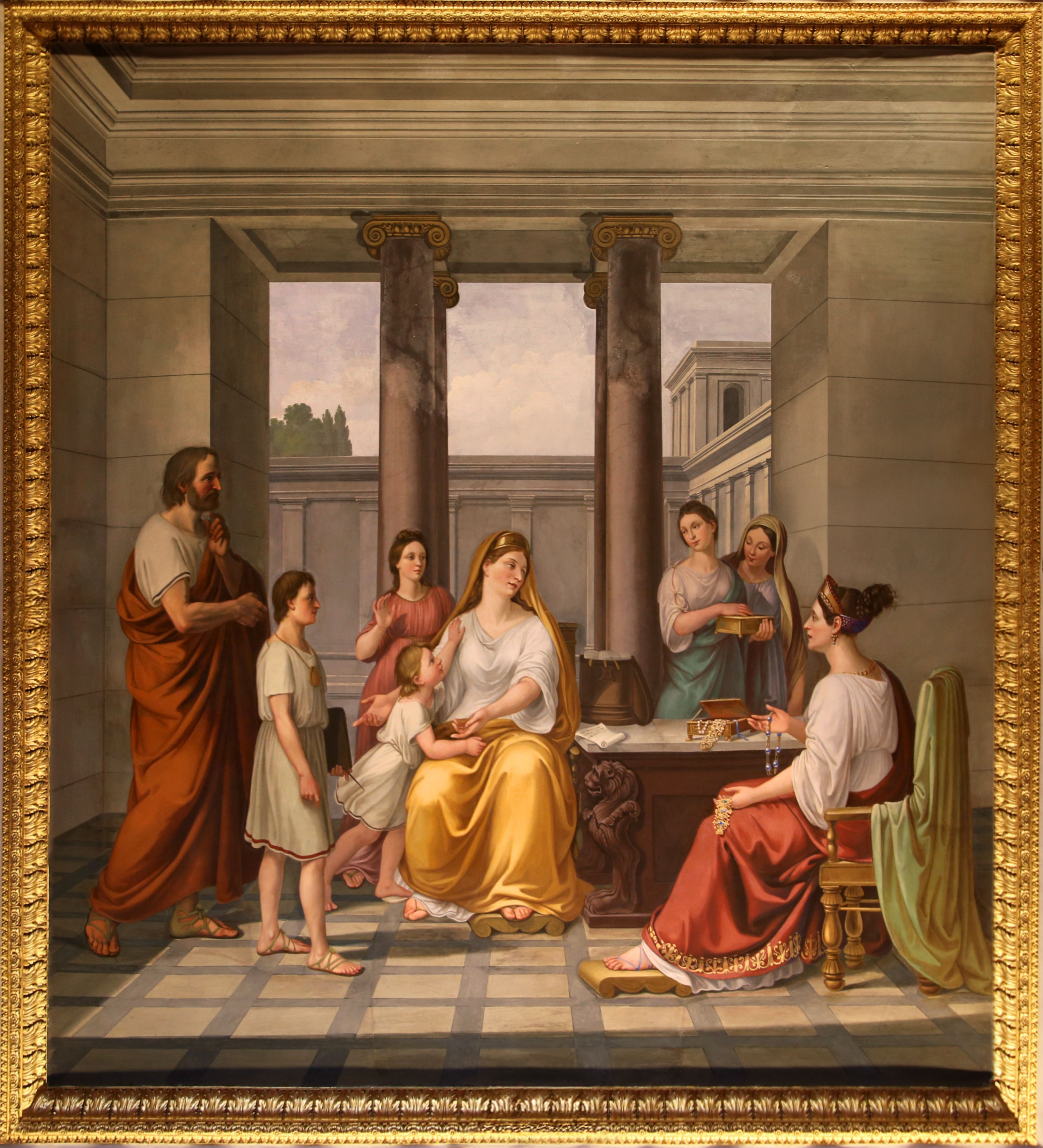
Cornelia zeigt der Matrona aus Capua ihre Kinder, Palazzina della Meridiana (Palazzo Pitti), 1833–35.

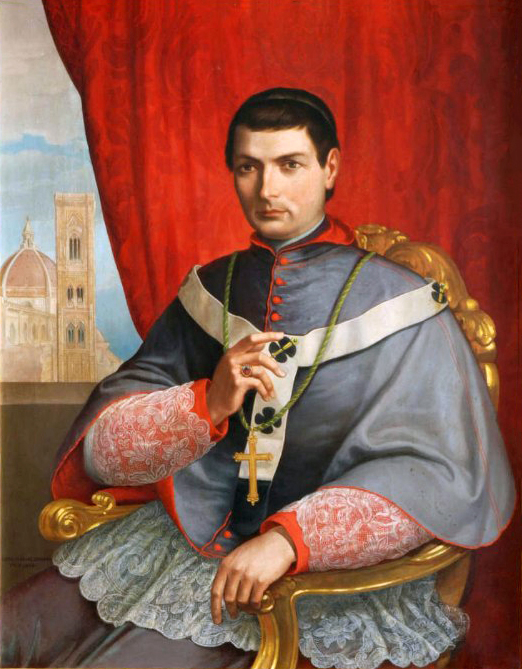
Giovacchino Limberti, Erzbischof von Florenz, um 1858.

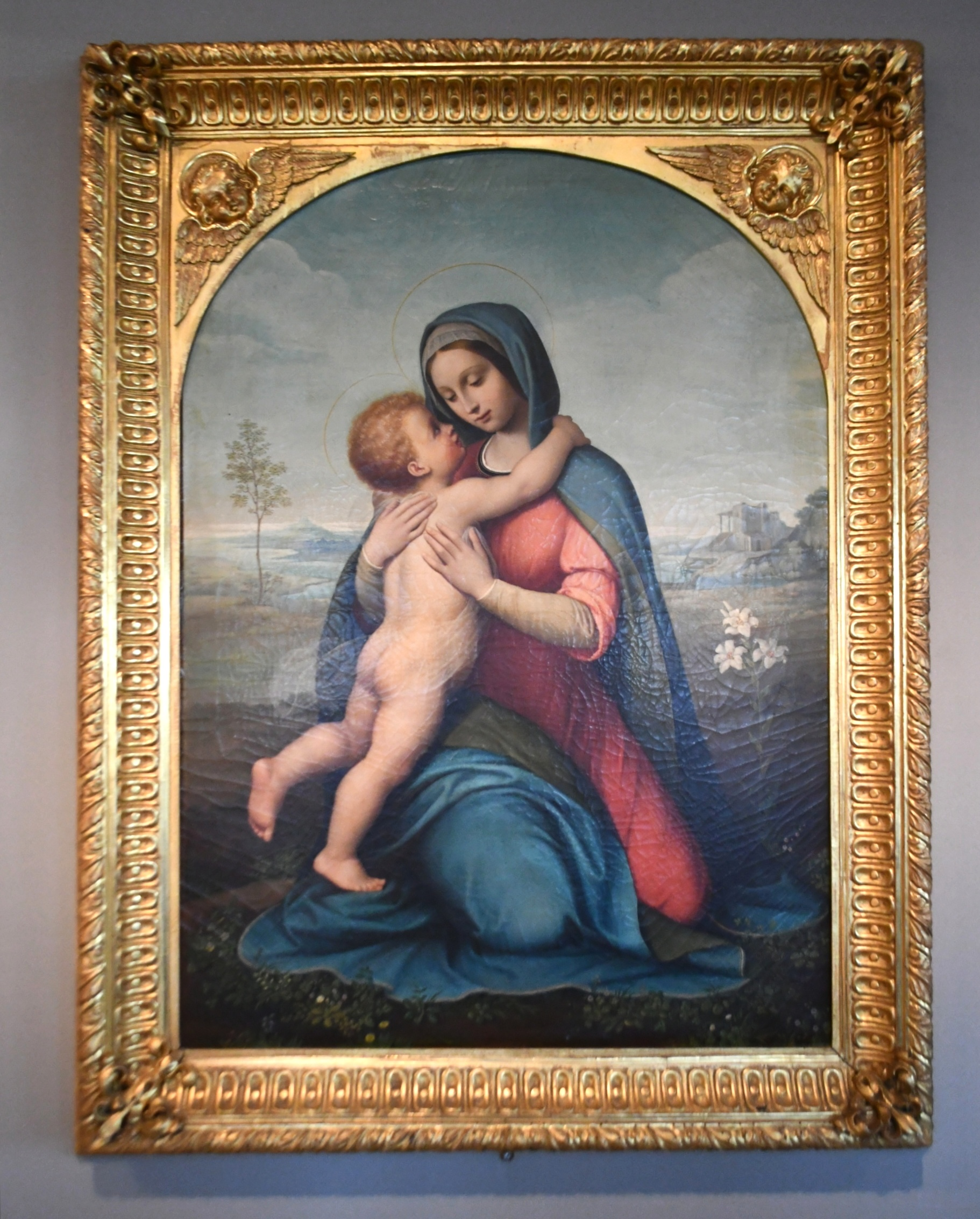
Madonna del bacio (genannt "mit der Lilie"), 1860.

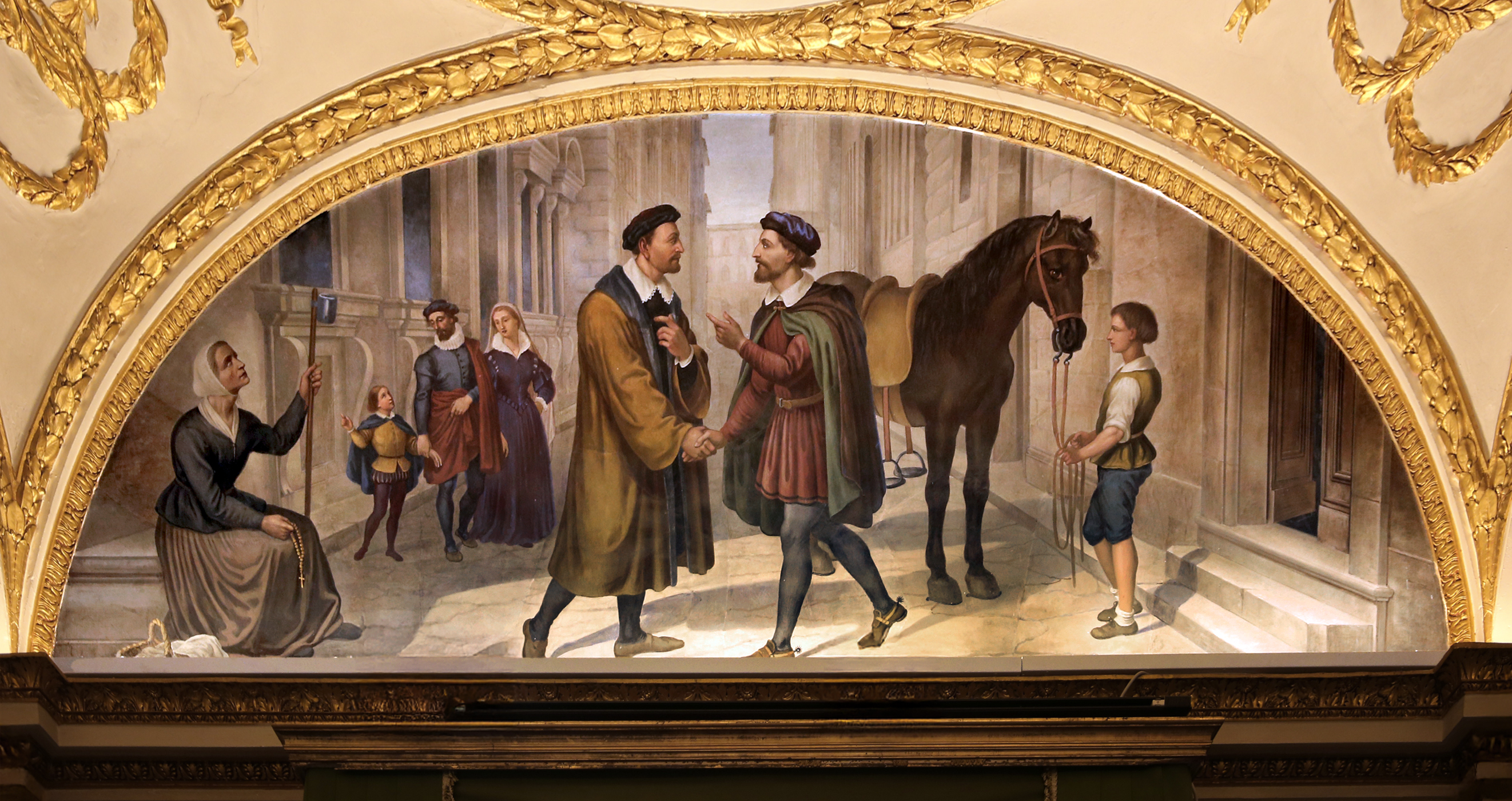
Begegnung Tassos mit dem Architekten Buontalenti in Florenz, Palazzina della Meridiana (Palazzo Pitti), 1860–61.

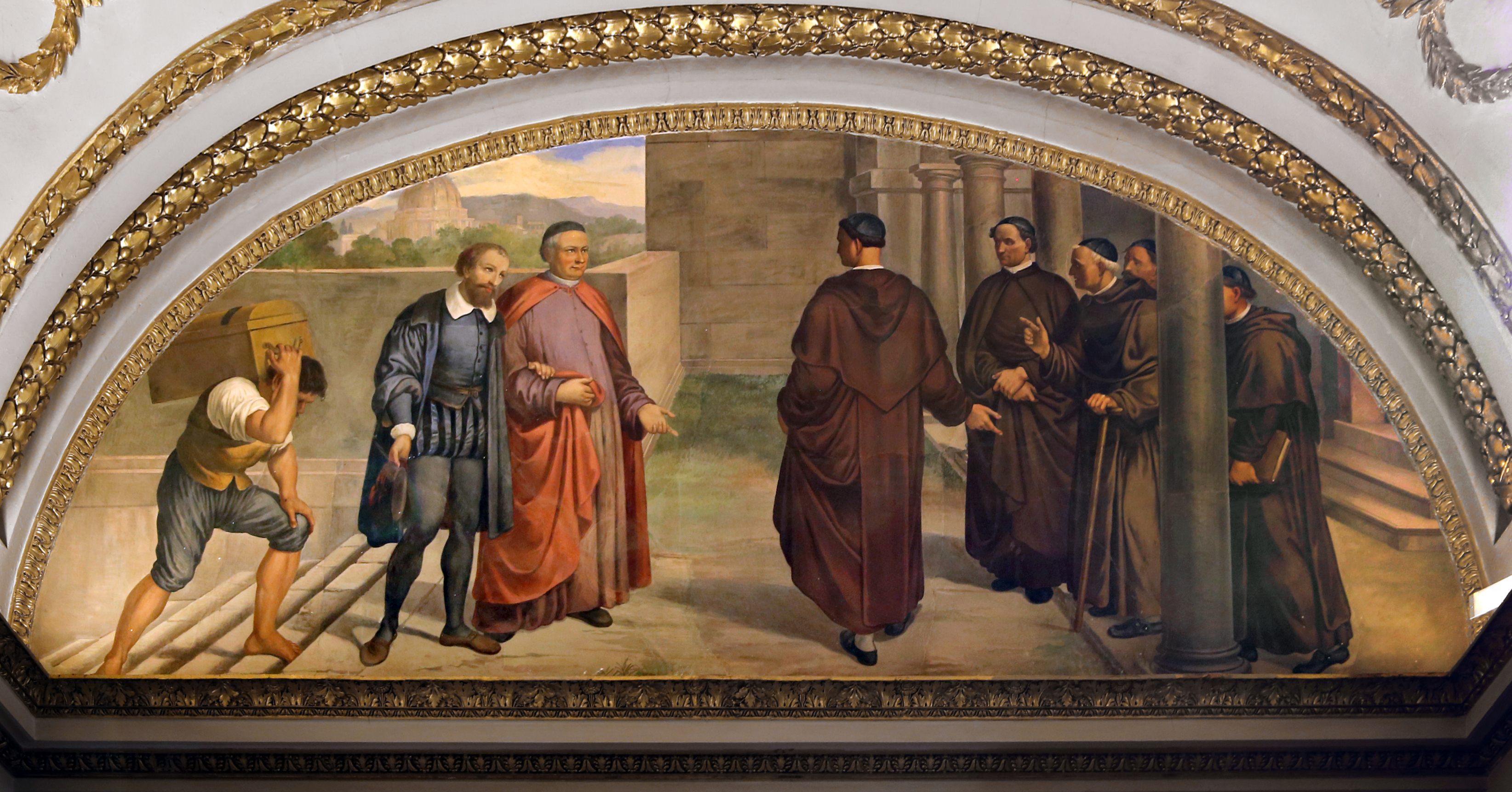
Tasso begleitet von Kardinal Aldo Brandini besucht Sant'Onofrio wenige Tage vor seinem Tod, Palazzina della Meridiana (Palazzo Pitti), 1860–61.

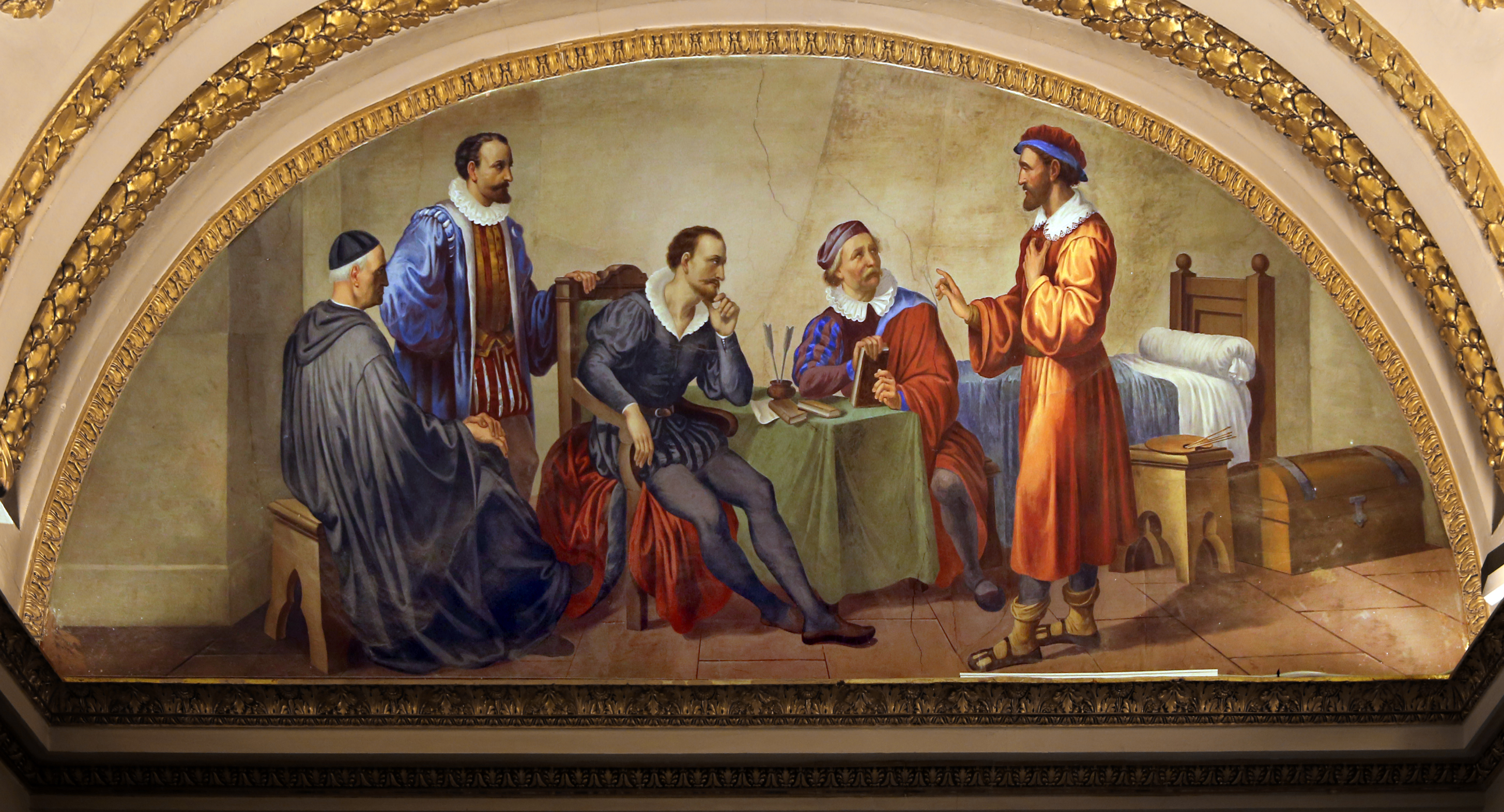
Besuch von Aldo Manuzio, des Vaters Angiolo Grillo und des Malers Terzi bei Tasso im Spital von Sankt Anna, Palazzina della Meridiana (Palazzo Pitti), 1860–61.

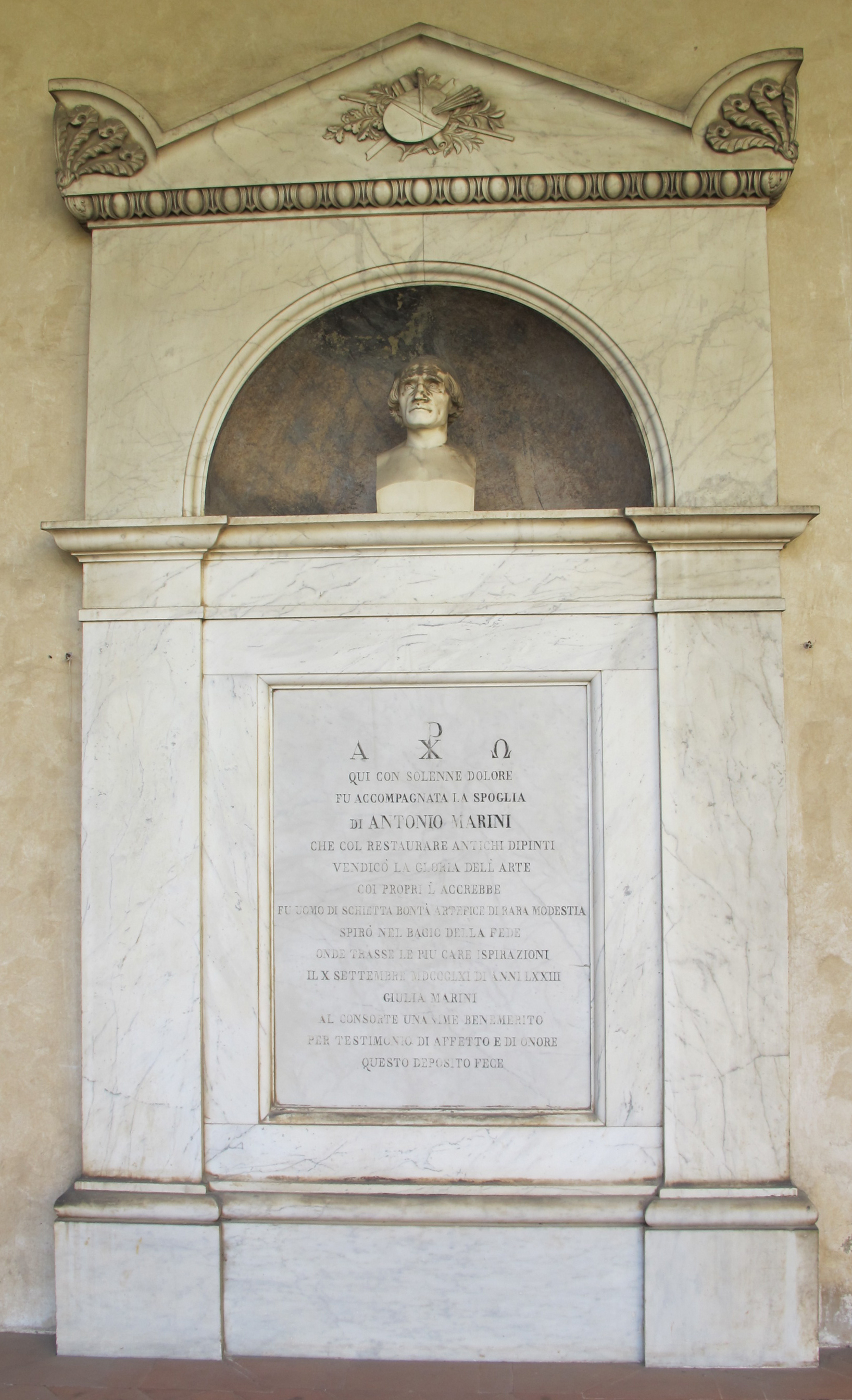
Chiostro di San Domenico, Prato, Grabmal des Antonio Marini mit Porträtbüste von P. Gavazzi.

Antonio Marini (* 27. Mai 1788 in Prato; † 10. September 1861 in Florenz) war ein italienischer Maler, Graveur, Lehrer und Restaurator.

## Biografie
Marini entstammte dem armen und kinderreichen Ehepaar Michele und Maria Domenica Marini. Früh trat er in die Zeichen- und Architekturschule von Prato ein, in der er u. a. von dem Maler und Kupferstecher Luigi Nuti (1748–1821) unterrichtet wurde. Wegen seiner ausgezeichneten Leistungen erhielt er von Prato ein Stipendium zur Fortsetzung seiner Studien an der Akademie der schönen Künste in Florenz. 1812 errang er für seine Zeichnung La Magnanimità di Scipione in Spagna eine Auszeichnung ebenso wie 1815 für seine Ölskizze Mercurio che addormenta Argo. 1818 arbeitete Marini mit Giuseppe Castagnoli (1754–1832) bei der Fresko-Ausstattung des „Casino Torrigiani“ in Florenz zusammen. Im Laufe der folgenden Jahre sollte er bald allein Aufträge für Ausstattungen oder Einzelwerke in Palazzi und Kirchen in Pisa, Prato und Florenz übernehmen, nicht zuletzt für seinen Förderer, Großherzog Ferdinand III. von Toskana (1764–1824) – z. B. für die Bemalung der Prunkkarosse – und für dessen Sohn und Nachfolger Leopold II. von Toskana (1797–1870).
1819 wurde er – über die Landesgrenzen hinaus noch wenig bekannt – von Fürst Nikolaus II. Esterházy de Galantha (1765–1833) nach Wien berufen, um zur Krönung der Adaptierungsarbeiten in dessen kurz zuvor erworbenem Wiener Palais (vormals Palais Kaunitz in Mariahilf) für die Decke des oktogonalen Festsaales ein Fresko zum Thema „Der Olymp“ zu schaffen. Über die Fertigstellung des Deckengemäldes wurde am 10. Juni 1820 im Wiener Conversationblatt und am 8. Juli 1820 auch in der Gazetta di Firenze ausführlich berichtet. Die glanzvolle öffentliche Präsentation des Werkes erfolgte am 7. Februar 1821 bei einem von Fürst Esterházy veranstalteten Ball. „Der Olymp“ blieb das einzige Fresko Marinis nördlich der Alpen.
Während seines Wien-Aufenthalts machte sich Marini auch mit der neuen Technik des Steindrucks vertraut. So schuf er von Gemälden aus der Sammlung von Fürst Esterházy (San Girolamo von Agostino Carracci und Sokrates in Gefangenschaft) Lithographien. Der Sohn Fredinands III., der spätere Leopold II., schrieb Marini aus Florenz: „[...] Avrei piacere che cercaste di perfezionarvi in quest'arte, non solo disegnando, ma ancora stampando da voi medesimo“ („[...] Es würde mich freuen, wenn Sie sich in dieser Kunst nicht nur als Zeichner sondern auch als Drucker perfektionieren würden“). Nach einem Aufenthalt in Ungarn machte Marini – mit einer Druckpresse „im Gepäck“ – diese neue Technik in der Toskana bekannt.
Kurz danach übernahm Marini 1822 den Auftrag, in einem Salon des Florentiner Palazzo Martelli zum Thema Besuch Roberto Martellis im Atelier Donatellos das Deckengemälde zu schaffen. (Roberto Martelli war ein Freund und Gönner von Donatello). Im stilistischen Vergleich des nur drei Jahre zuvor geschaffenen Wiener Deckenfreskos – das noch spätbarocke Elemente aufweist – mit diesem Werk fällt auf, dass es bereits gänzlich dem Klassizismus verpflichtet ist.

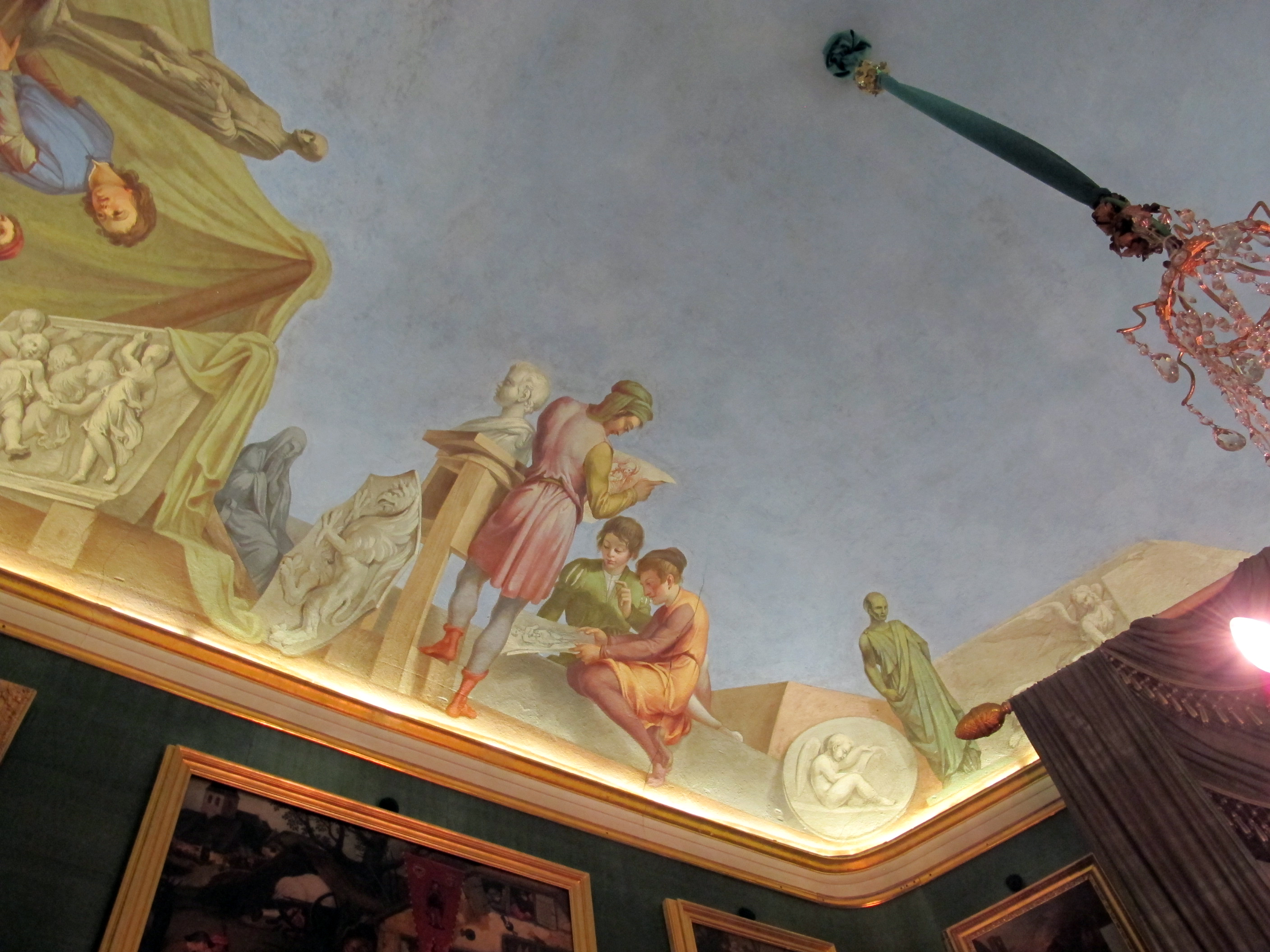
Roberto Martelli zu Besuch in Donatellos Studio, Detail 1
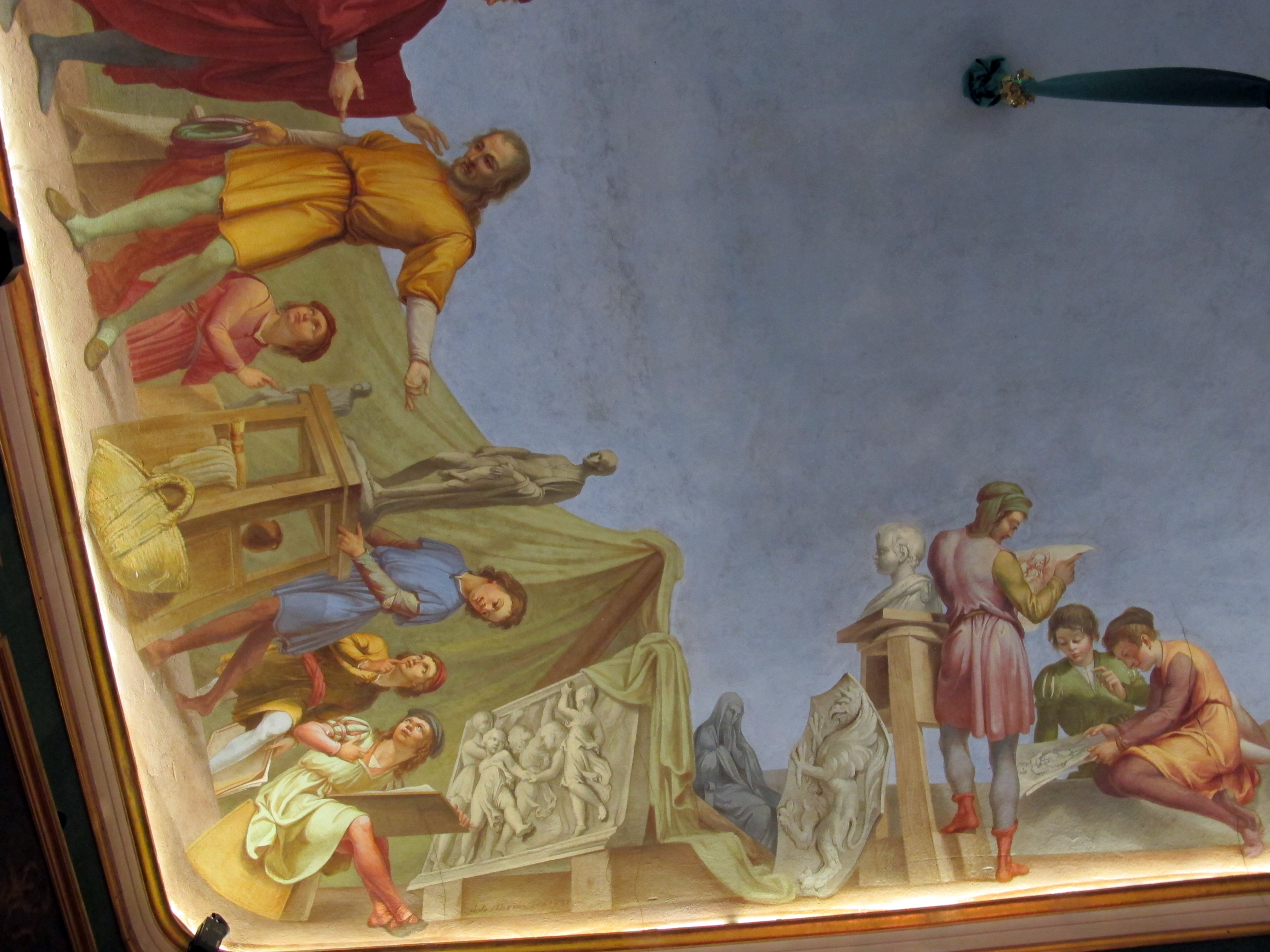
Roberto Martelli zu Besuch in Donatellos Studio, Detail 2
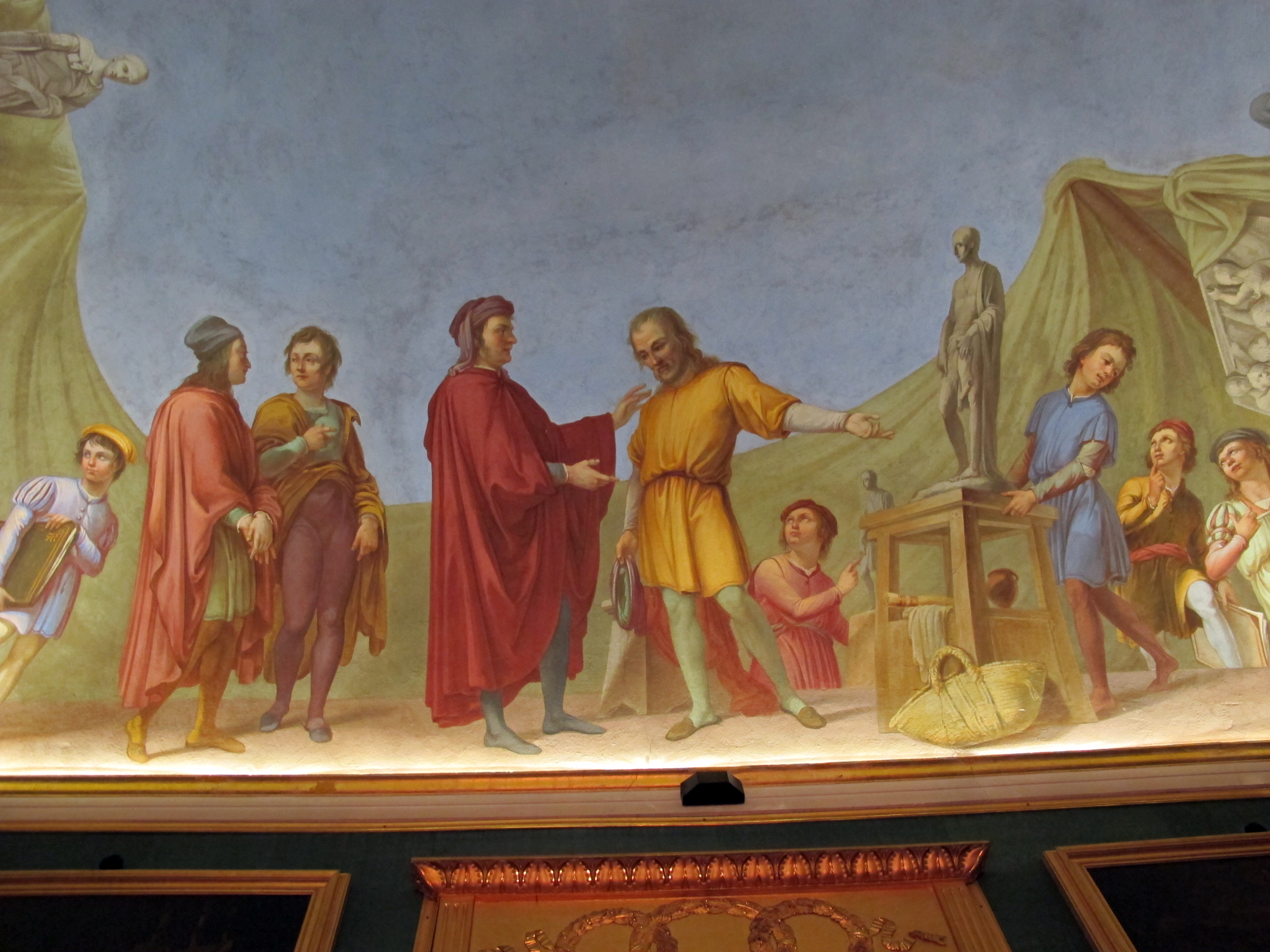
Roberto Martelli zu Besuch in Donatellos Studio, Detail 3
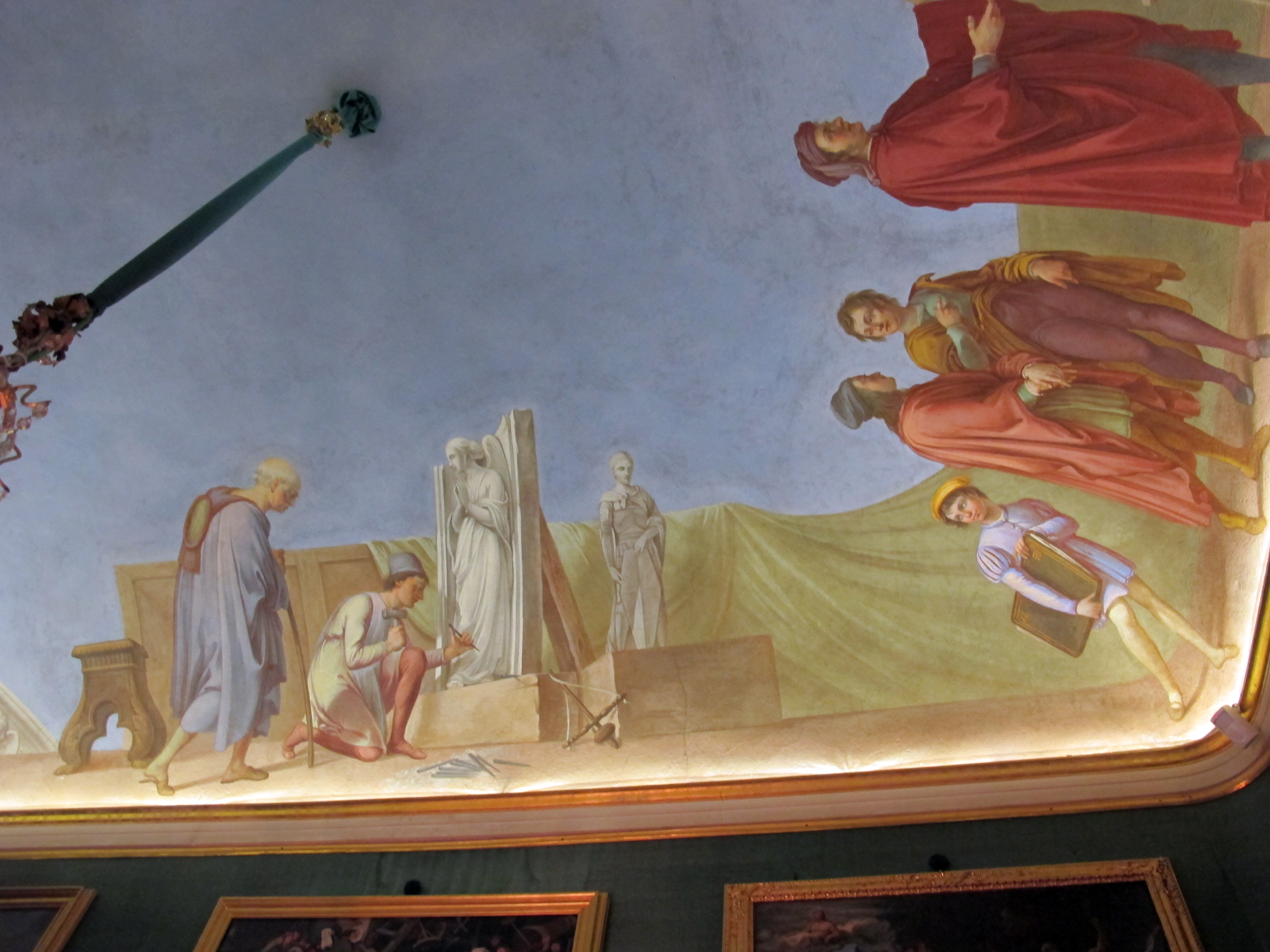
Roberto Martelli zu Besuch in Donatellos Studio, Detail 4

1830 wurde Marini in seiner Heimatstadt Prato mit der Herstellung des Deckenfreskos, der vier Flachrelief-Parapete für den Zuschauerraum und des Eisernen Vorhangs in Temperatechnik des im Auftrag von Notar Benedetto Cecconi neu errichteten Teatro Metastasio betraut, das mit Gioachino Rossinis Aureliano in Palmira glanzvoll eröffnet wurde. Bei Restaurierungsarbeiten 30 Jahre nach der Eröffnung wurde das Fresko entfernt. Der in einer Privatsammlung befindliche kreisrunde Entwurf zum Deckengemälde zeigt Apoll umgeben von sechs Musen, über denen drei Horen schweben. Die Szene wird durch Minerva und Diana ergänzt.
Auch in zahlreichen anderen toskanischen Palästen (Palazzo Pitti, Palazzo Pucci, Palazzo Poniatowski, Palazzo Gerini u. a.) und Kirchen erfolgreich tätig, wurde Marini 1843 schließlich zum Professor aus Malerei an der Akademie der schönen Künste in Florenz ernannt. Vor allem als Darsteller historischer und religiöser Themen (z. B. Hauptaltarbild Le grandezze di Maria der Basilica di Santa Maria delle Carceri, Prato 1847), war Marini gefragt, trat aber auch als Porträtist – u. a. für französische Auftraggeber – sowie als Künstler rein dekorativer Malerei hervor. Ebenso wirkte er als Spitzenrestaurator prominenter Werke (z. B. von Domenico Ghirlandaio oder Filippo Lippi) von der Fachwelt sehr geschätzt, in welcher Hinsicht er während der Zeit der großen romantischen Wiederbelebung hohes Ansehen genoss.
Marini war ab 1821 mit der Tochter seines Lehrers, des erwähnten Malers und Kupferstechers Luigi Nuti, Direktor der Zeichen- und Architekturschule von Prato, Giulia Nuti (1800–1869), verheiratet, die an einigen seiner Werke mitwirkte. Während seiner letzten Arbeiten in Florenz an den Wandbildern aus dem Leben Torquato Tassos in der Palazzina della Meridiana (Palazzo Pitti) erkrankte Marini schwer an hohem Fieber und starb drei Tage danach in seiner Heimatstadt. Er wurde im Kloster der Kirche von San Domenico beigesetzt. Giulia Marini widmete dem Verstorbenen im Kreuzgang ein eindrucksvolles Marmor-Grabmal in neoklassischem Stil mit folgender Inschrift:

“QUI CON SOLENNE DOLORE/ FU ACCOMPAGNATA LA SPOGLIA/ DI ANTONIO MARINI/ CHE COL RESTAURARE ANTICHI DIPINTI/ VENDICO' LA GLORIA DELL'ARTE/ COI PROPRII L'ACCREBBE/ FU UOMO DI SCHIETTA BONTA' ARTEFICE DI RARA MODESTIA/ SPIRO' NEL BACIO DELLA FEDE/ ONDE TRASSE LE PIU' CARE ISPIRAZIONI/ IL X SETTEMBRE MDCCCLXI DI ANNI LXXIII/ GIULIA MARINI AL CONSORTE UNANIME BENEMERITO/ PER TESTIMONIO DI AFFETTO E DI ONORE/ QUESTO DEPOSITO FECE”

„Hierher wurde in tiefem Schmerz – die sterbliche Hülle –– von ANTONIO MARINI begleitet –– der als Restaurator alter Gemälde – die Ehre der Kunst verteidigte – und durch eigene Werke bereicherte – Er war ein Mann aufrichtiger Güte, ein Kunstschaffender von seltener Bescheidenheit – vom Glauben beseelt – der ihn in höchstem Maß inspirierte –– 10. September 1861 im Alter von 73 Jahren –– GIULIA MARINI –– ließ dem höchst verdienstvollen Gatten – als Zeichen der Liebe und Verehrung – dieses Grabmal errichten.“

In die Bogennische des Grabmals ließ sie die vom pistoieser Bildhauer Pietro Gavazzi (1816–1853) zehn Jahre zuvor geschaffene Porträt-Büste Marinis einfügen.

## „Der Olymp“ in Wien
„Der Olymp“ ist das einzige Fresko Marinins nördlich der Alpen. 1970/71 wurde das Gebäude, in dem ab 1868 das Mariahilfer Gymnasium untergebracht war, demoliert. Heinz P. Adamek rief ein „Aktionskomitees zur Erhaltung des Palais Kaunitz-Esterházy“ ins Leben, mit dem das Deckenfresko gerettet[2] und von Professor Josef Fastl nach Strappierung in acht Teilen abgenommen wurde. In einem ersten Schritt konnte es in den Sieveringer Filmstudios, danach  in der Albertina zwischengelagert werden. 1982 wurden im Auftrag des Kunstpalais Dorotheum die Teile des Freskos samt Scheinarchitektur-Rahmen – jedoch ohne den ihn umschließenden „Spiegel“ mit seinen zehn Rundporträts von olympischen Göttern – von Fastl auf verzinktes Fixmetall in Rahmen appliziert, die vor Ort verschweißt wurden. Nach Verkitten der Schnittstellen wurde das Deckengemälde im Stahlrahmen mit Stahlseilen an der Decke des neuen Auktionssaales im vormaligen Palais Eskeles aufgehängt und bei einem Empfang der Öffentlichkeit präsentiert. Seit 1993 befindet sich im Palais Eskeles das Jüdische Museum Wien. Seither ist das Marini-Fresko durch Abhängung der Decke für die Öffentlichkeit verborgen.

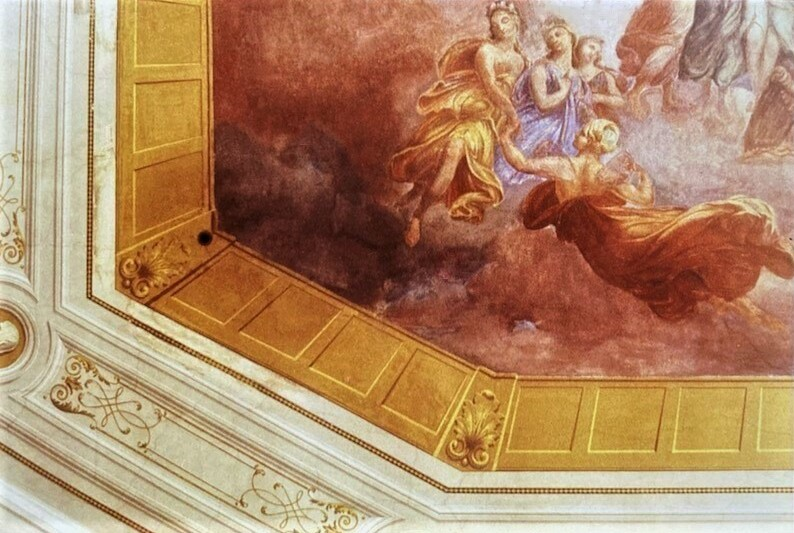
Die vier Horen, Ausschnitt aus dem Deckenfresko (mit Scheinarchitektur und Spiegel-Detail) Der Olymp (1820) im einstigen Palais Esterházy (vormals Kaunitz), Wien/Mariahilf (Foto: 1970)
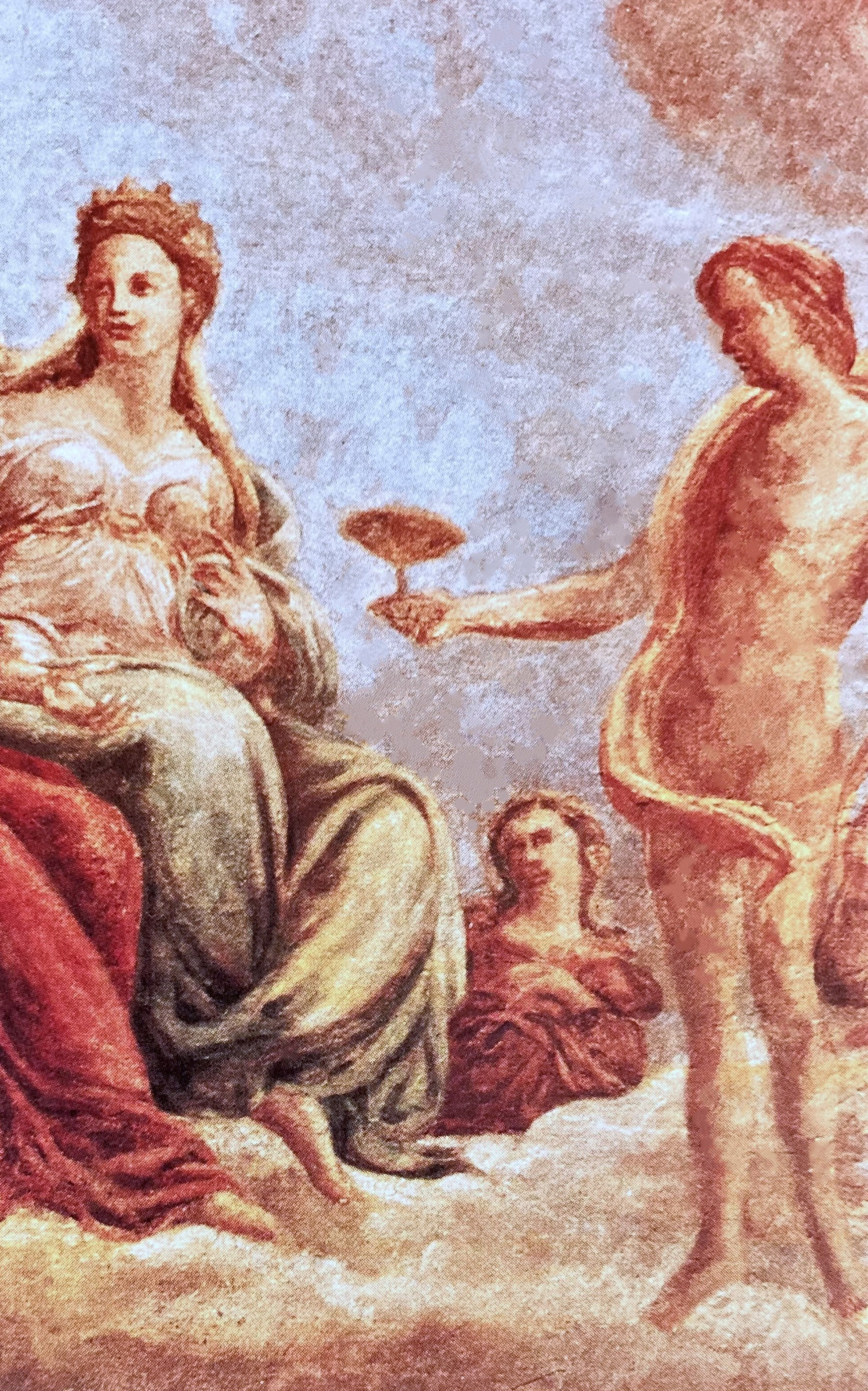
Hera und Ganymed, zentraler Ausschnitt aus dem Deckenfresko Der Olymp (Foto: 1982)
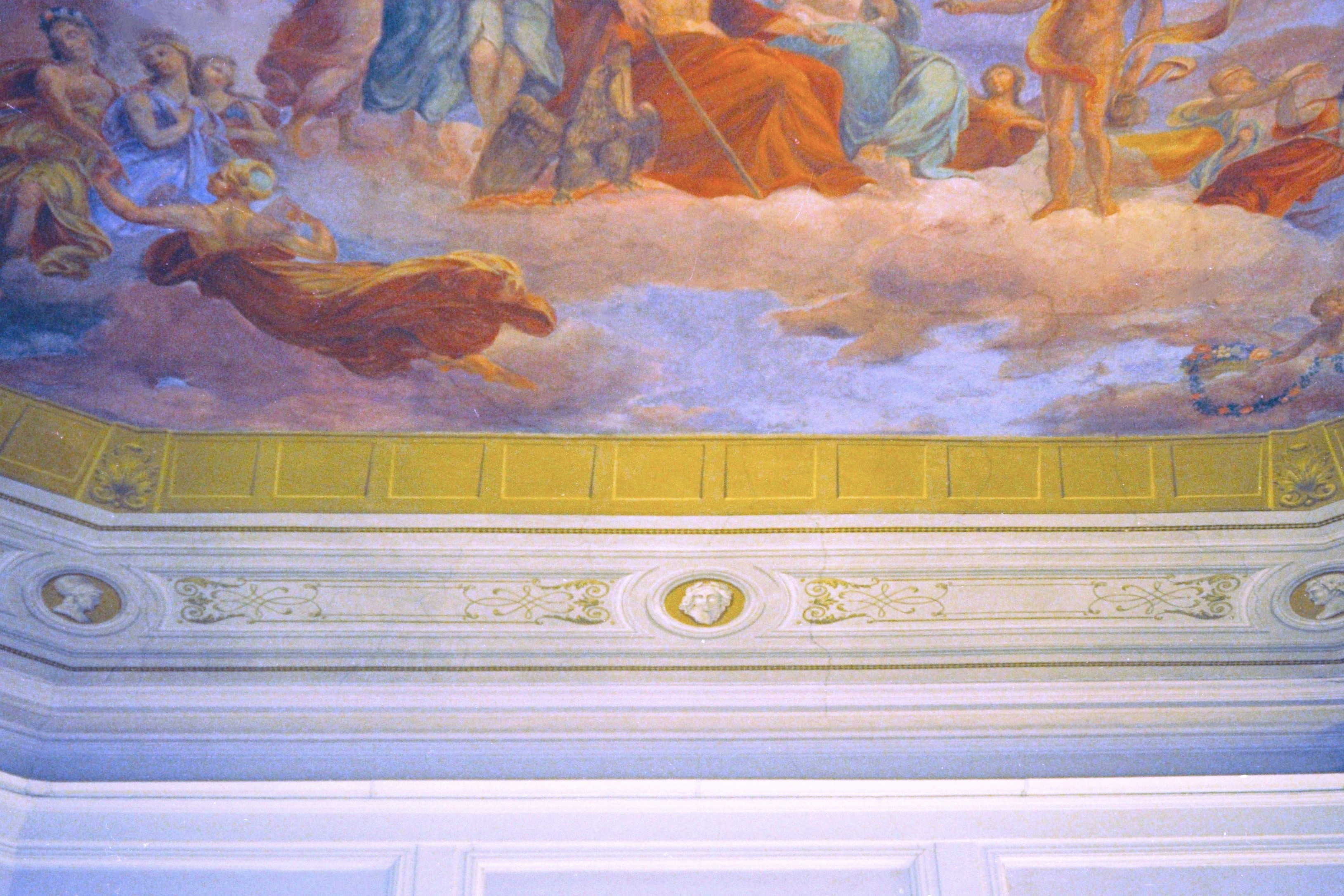
Blick von der Stirnwand des Festsaals zum Deckenfresko Der Olymp (Foto: 1970)
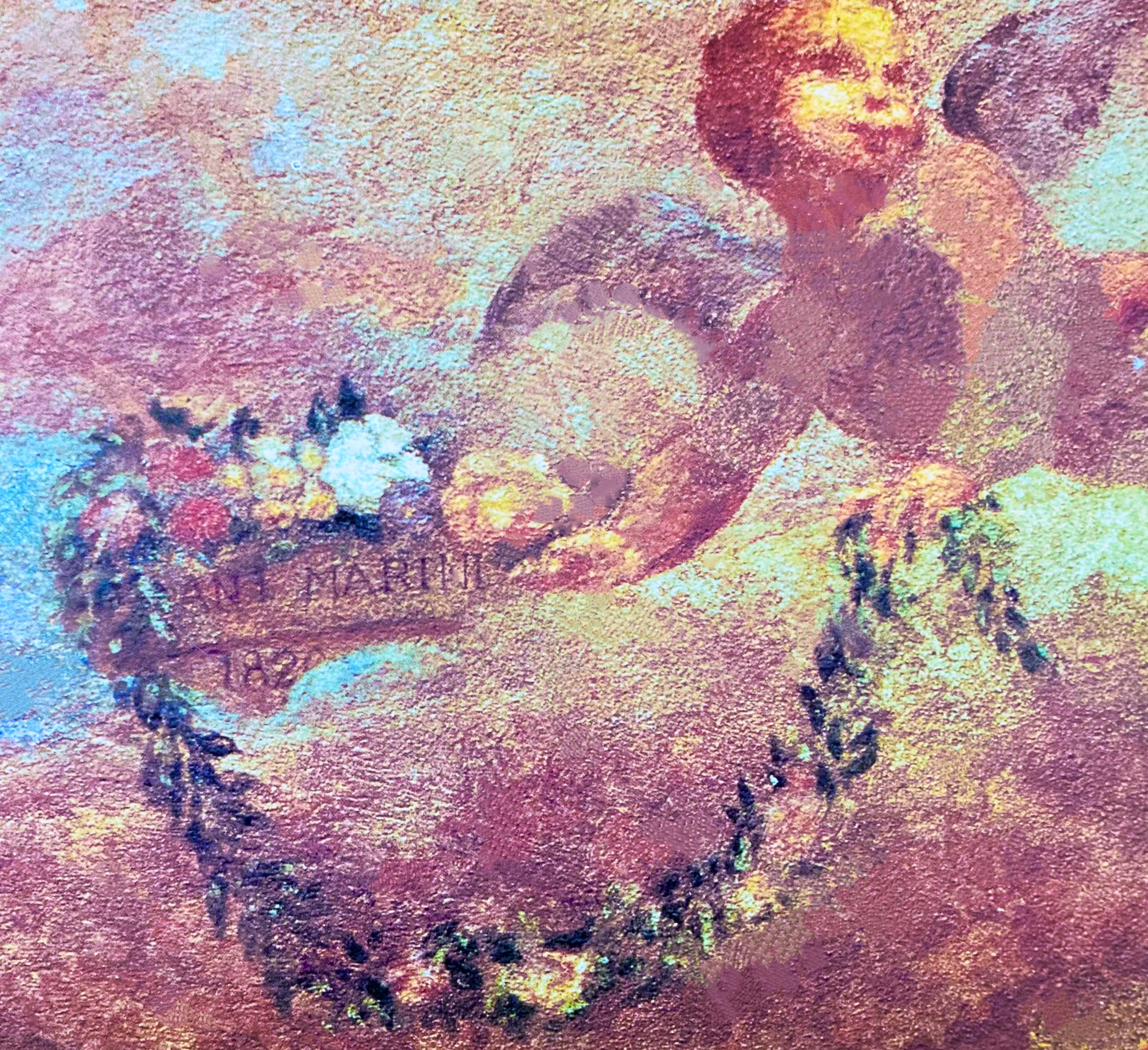
Putto und Signatur Ant. Marini 1820, Ausschnitt aus dem Deckenfresko Der Olymp (Foto: 1970)
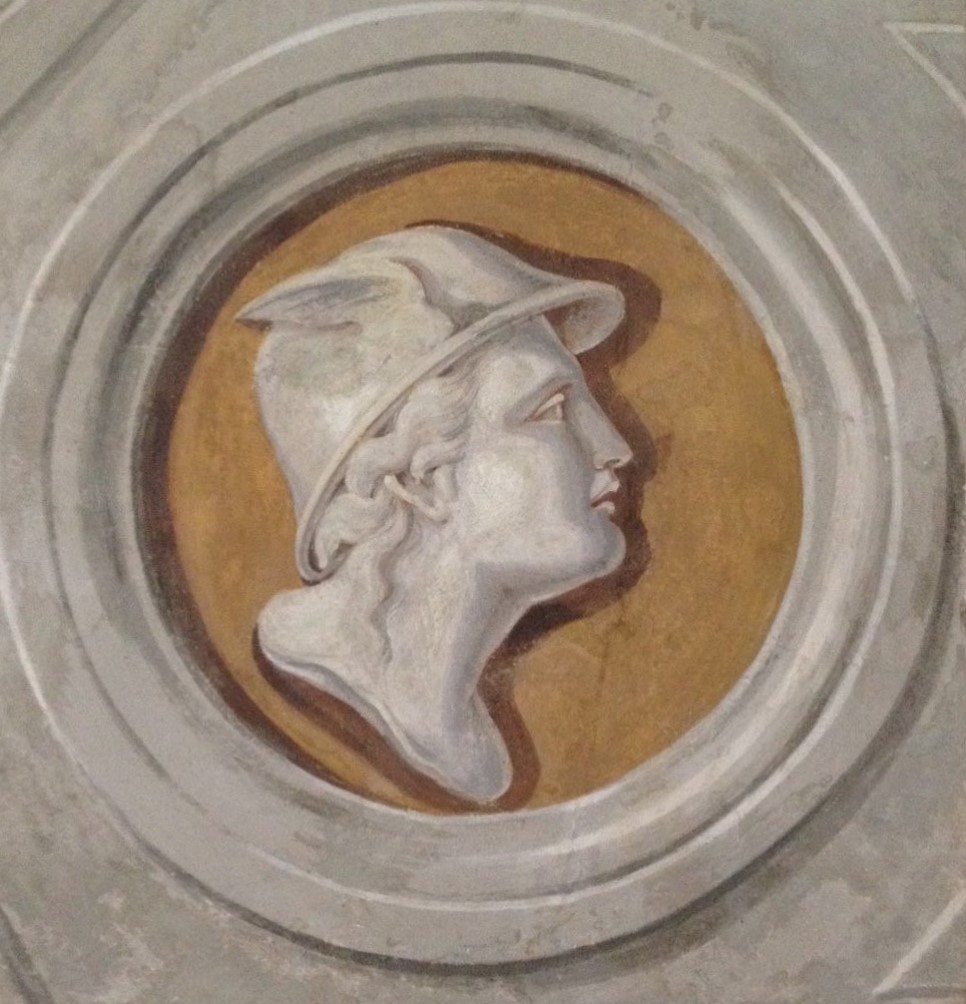
1. äußeres Götterporträt Hermes, aus dem „Spiegel“ des Deckenfreskos Der Olymp (Foto: 1970)
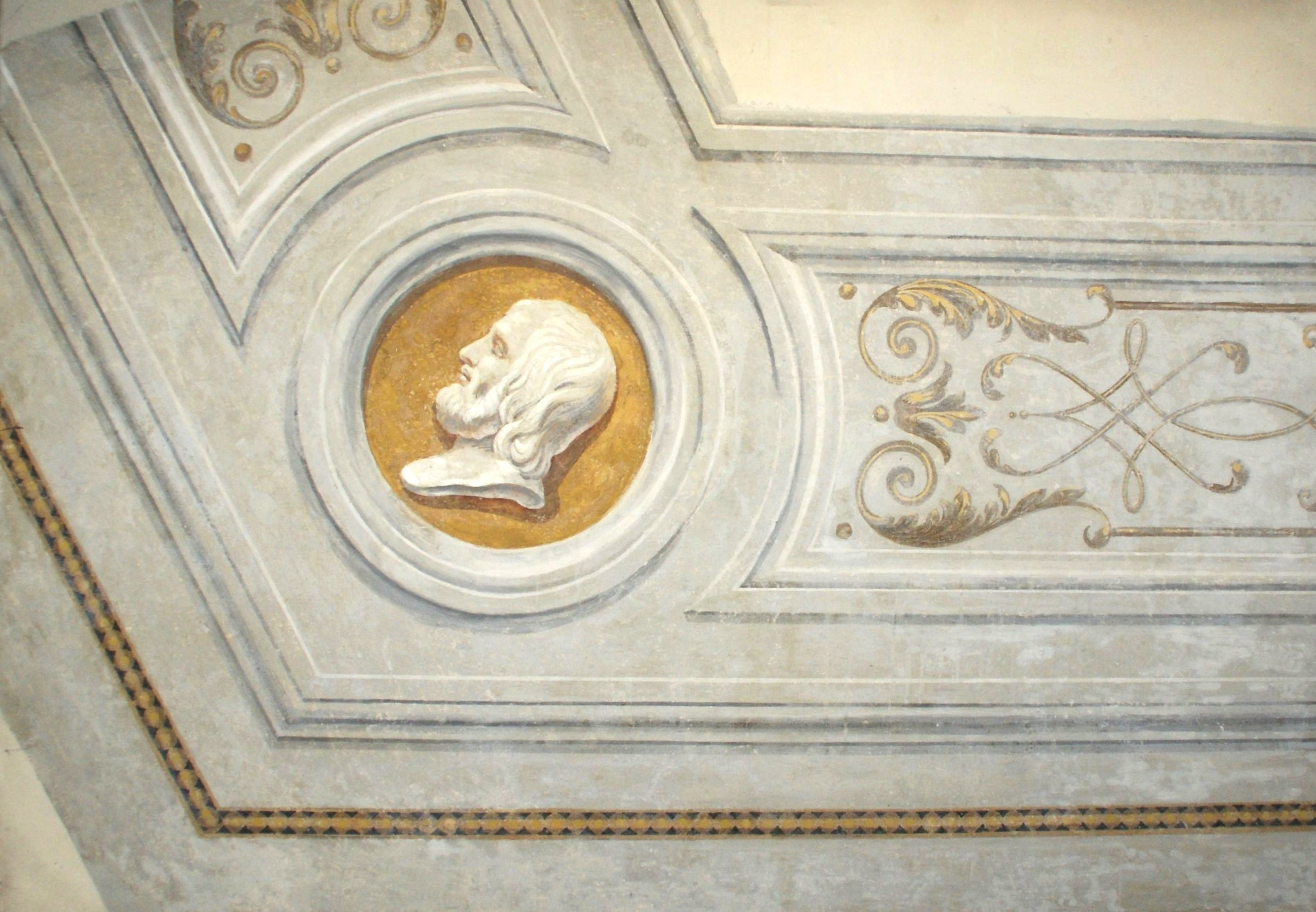
2. äußeres Götterporträt mit Detail vom „Spiegel“ des Deckenfreskos Der Olymp nach Abnahme (Foto: 2024)
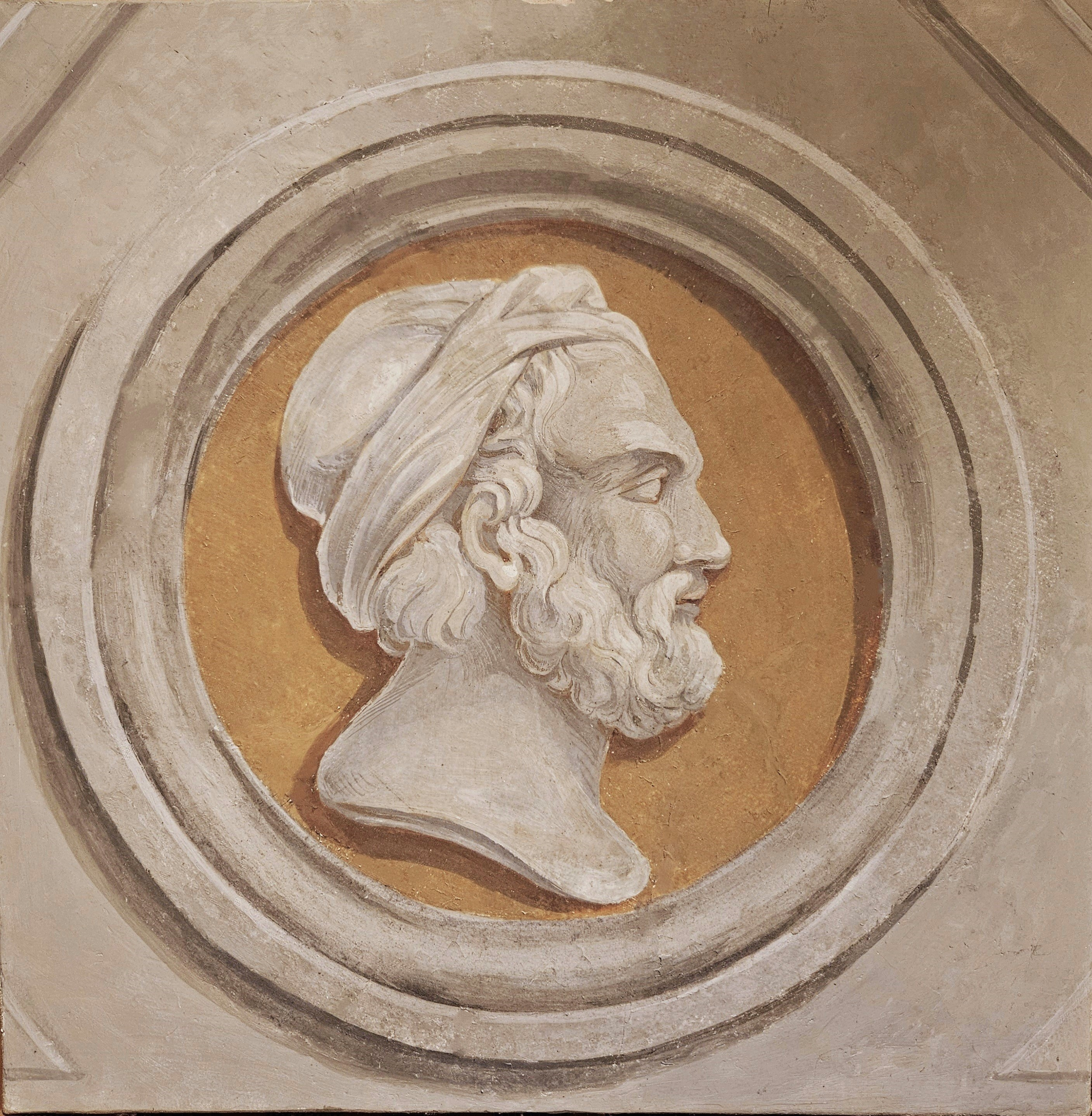
3. äußeres Götterporträt aus dem „Spiegel“ des Deckenfreskos Der Olymp (Foto: 1970)
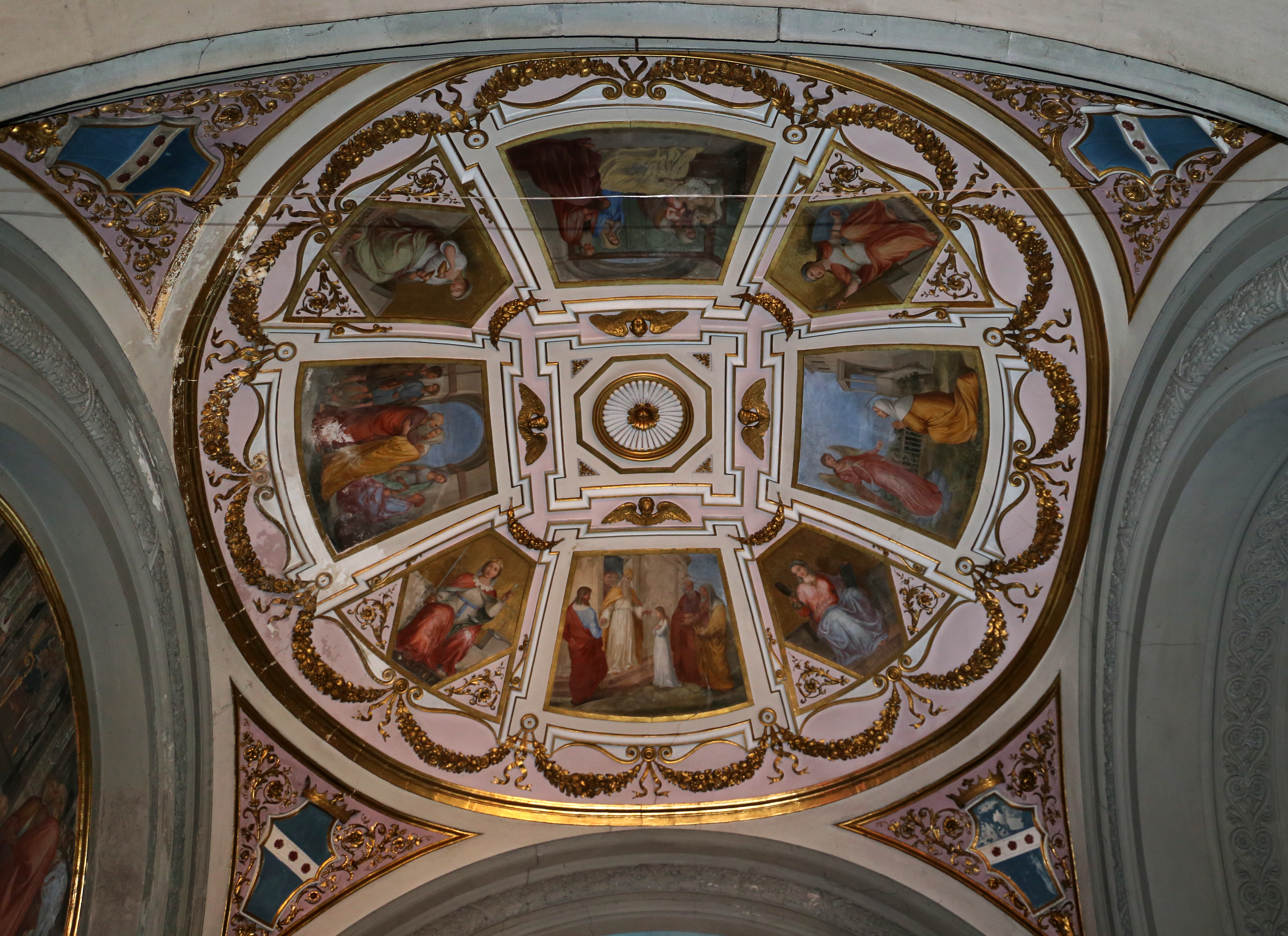
Geschichte der Heiligen Anna, Kirche San Giuseppe / Florenz, rechte Seitenkapelle, Deckenmalerei, 1852.
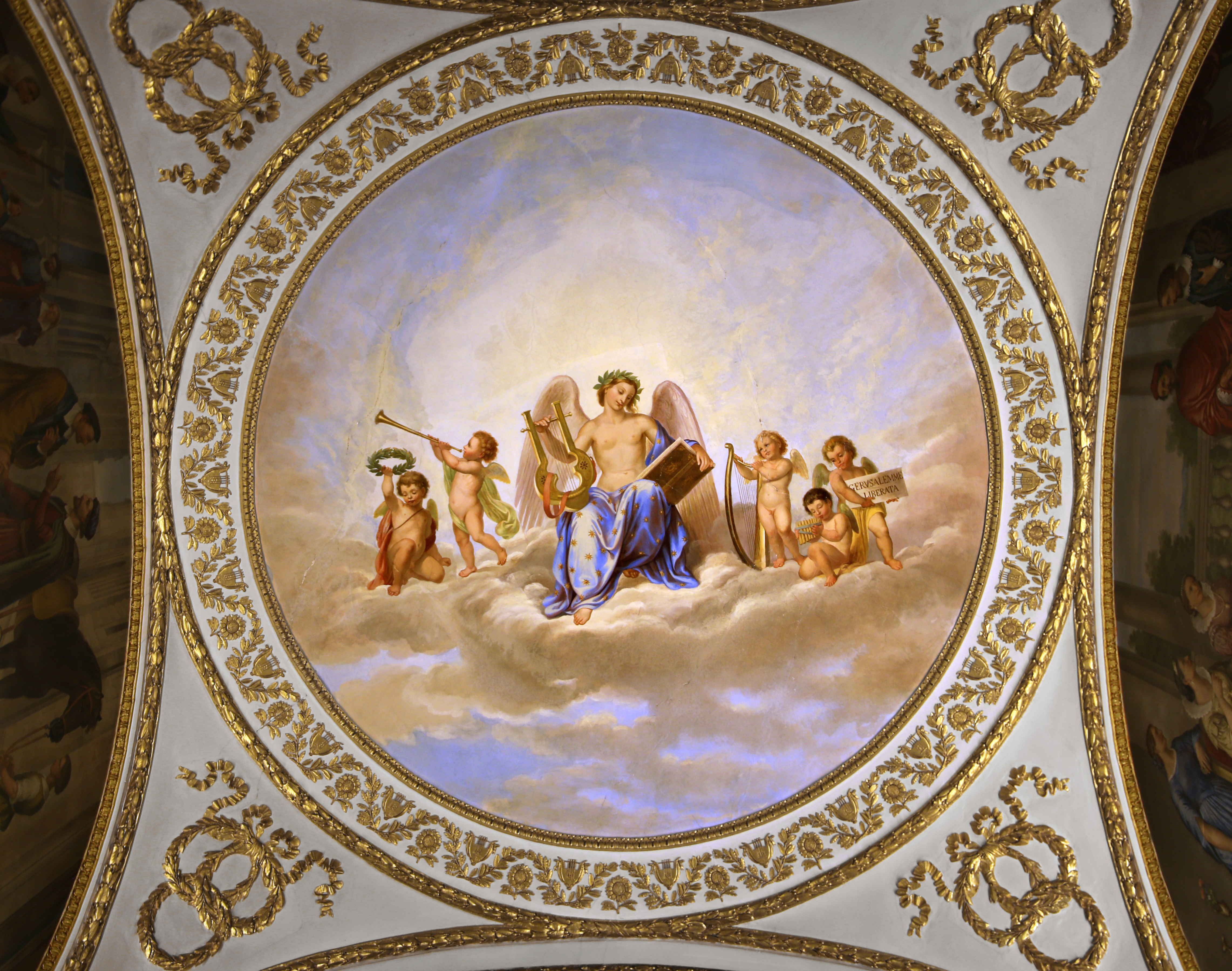
Die Poesie inmitten musizierender Putti, von denen einer mit Schrifttafel auf Torquato Tassos Epos "La Gerusalemme liberata" hinweist, Palazzo Pitti, Florenz, 1860–61.